# Партизанський вугільний басейн
Партизанський вугільний басейн — розташований у Приморському краї Росії — південна частина Сіхоте-Аліня.

## Характеристика
Має запаси 1,5 млрд т, вугілля кам'яне, гумусове від довгополум'яного до пісного. Площа 6000 км². Десять пластів. Потужність від 0,1 до 10 м. 14 вугленосних районів.
Незважаючи на складні гірничо-геологічні умови, басейн має велике промислове значення для російського Примор'я.

## Технологія розробки
В 1990-і роках працювало 5 шахт об'єднання «Приморскуголь».